# إميليانو دياز
اميليانو دياز (22 يونيو 1982 بنابولي في إيطاليا - ) هو لاعب كرة قدم سابق ومدرب سابق أرجنتيني كان يلعب في مركز الوسط. لعب مع أكسفورد يونايتد وبرشلونة وديفنسا خوستيكا وريفر بليت ونادي أفيلينو ونادي سان لورينزو وتاليريس كوردوبا وديبورتيفو كولونيا وأتليتكو بلاتينسي ‏.

## وصلات خارجية
- إميليانو دياز على موقع قاعدة بيانات كرة القدم.إي يو (الإنجليزية)
- إميليانو دياز على موقع Soccerbase.com (لاعب) (الإنجليزية)